# Onitis thalassinus
Onitis thalassinus là một loài bọ cánh cứng trong họ Bọ hung (Scarabaeidae).